# Merthyr Tydfil
Merthyr Tydfil es la principal localidad y capital del condado de Merthyr Tydfil, Gales. Se encuentra a 37 km al norte de Cardiff. Comúnmente llamada Merthyr, se dice que su nombre proviene de Tydfil, hija del rey Brychan de Brycheiniog, quien según la leyenda fue asesinado por paganos en Merthyr alrededor del año 480.
Posee una población estimada a mediados de 2016 de 44 564 habitantes. Si bien fue la localidad más poblada del país, en la actualidad es apenas su decimotercera área urbana. 
Se encuentra en el condado histórico de Glamorgan.